# Telergia
Em parapsicologia, a telergia (em grego clássico: tele – trad.: “longe” e ergon – trad.: "ação") é a exteriorização e transformação da energia fisiológica, vital, do dotado, em diferentes modalidades energéticas para realizar atividades diversas.
A palavra "telergia" foi cunhada por Myers, um dos co-fundadores da Sociedade de Pesquisas Psíquicas de Londres. Como todo fenômeno parapsicológico, a telergia é um efeito da psicorragia, que é, da mesma forma que uma dissociação dos tecidos produz hemorragia, a perda de forças psíquicas é uma psicorragia.

## Poder de penetração
A telergia, além de ser uma força material, se caracteriza por um notável poder de penetração. Yourevitch constatou que a telergia emanada de certos médiuns atravessava as placas metálicas com um poder de penetração superior ao dos raios X mais puros e dos raios gama. A telergia atravessava até chapas de chumbo de três centímetros de espessura, colocadas a um metro de distância do dotado em transe. Placas mais espessas, ou as mesmas à distância notavelmente maior, não eram atravessadas.
Du Bourg fotografou o que ele nomeou "tubo de força fluídica" que emanava da mão de um médium. A fotografia mostra a telergia visível, atravessando uma placa de chumbo de até cinco centímetros de espessura.